# ガストン・ストロビーノ
ガストン・ストロビーノ（Gaston Maurice Strobino、1891年8月23日 - 1969年3月30日）は、アメリカ合衆国の陸上競技選手である。彼は、1912年ストックホルムオリンピックマラソン競技で銅メダルを獲得した。

## 経歴
ストロビーノはスイス生まれのイタリア人で、少年期にアメリカに移民してきた。ニュージャージー州パターソンに定住したストロビーノは、その地のスポーツ団体であるサウスパターソン・アスレチッククラブで陸上競技を始めた。1912年に彼はクラブを代表してオリンピックの候補選手となったが、そのときは代表の資格を得られず、参加費用を自己負担して代表チームに加わることになった。クラブの仲間や友人たちが、この費用を寄付してくれたため、彼はストックホルムにオリンピック代表チームの一員として行くことができた。
ストロビーノは、ストックホルムオリンピックのマラソン競技にアメリカ代表として出場した。このオリンピックでのマラソン競技は、出場選手68人のうちほぼ半数の33名が途中棄権するという過酷なものとなった。ストロビーノはアメリカ代表として出場した12選手のうち最高順位の3位でゴールし、銅メダルを獲得した。
ストロビーノの銅メダル獲得は驚きをもって迎えられ、アメリカに帰還した彼は大歓迎された。その後のストロビーノは、機械製作工として生活し、1969年にイリノイ州で生涯を終えた。